# Jodatti, Chikodi
Jodatti là một làng thuộc tehsil Chikodi, huyện Belgaum, bang Karnataka, Ấn Độ.